# Petra Crone

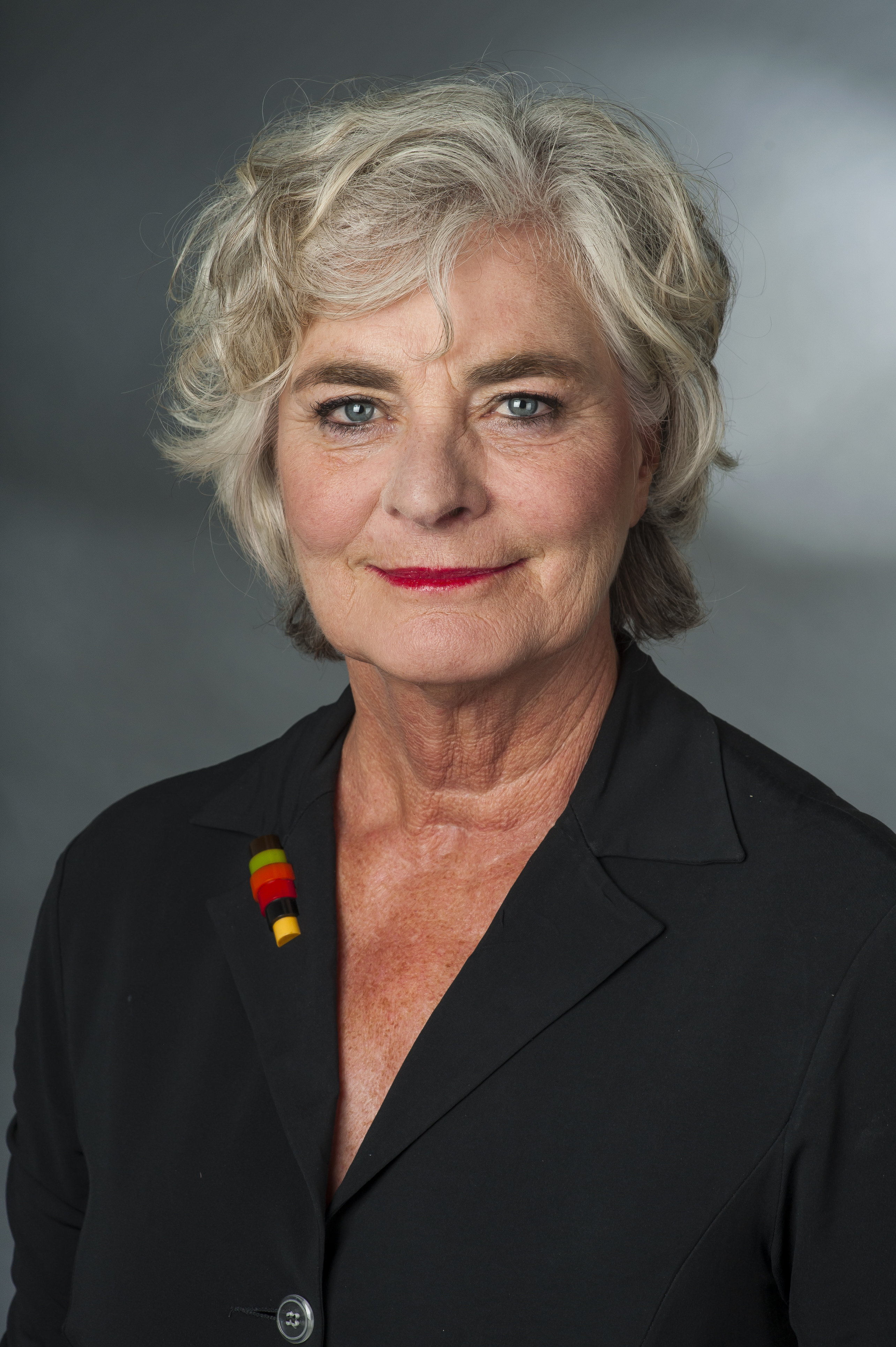
Petra Crone (2014)

Petra Crone (* 3. Juli 1950 in Lüdenscheid) ist eine deutsche Politikerin (SPD) aus Kierspe, Nordrhein-Westfalen. Sie war von 2009 bis 2017 Mitglied des Deutschen Bundestages.

## Leben und Beruf
Crone besuchte die Lüdenscheider Pestalozzischule und das dortige Geschwister-Scholl-Gymnasium. Nach der Mittleren Reife machte sie eine Ausbildung zur Gymnastiklehrerin. 1980 holte sie ihr Abitur nach und studierte anschließend Sozialwissenschaften an der Bergischen Universität Wuppertal.
Crone ist verheiratet und hat drei Töchter.

## Partei
Crone ist seit 1988 Mitglied der SPD. Sie war Vorsitzende der Arbeitsgemeinschaft Sozialdemokratischer Frauen Halver/Kierspe und Vorsitzende des Ortsvereins Kierspe. Sie ist 2. stellvertretende Vorsitzende des SPD-Unterbezirks Märkischer Kreis sowie Mitglied im Landesparteirat in Düsseldorf. Am 15. November 2013 wurde sie in den Parteivorstand der SPD gewählt.

## Öffentliche Ämter
Von 1994 bis 2014 gehörte Crone dem Stadtrat in Kierspe an, von 1999 bis 2007 als Vorsitzende der SPD-Fraktion.
Bei der Bundestagswahl 2009 trat Crone als Direktkandidatin im Bundestagswahlkreis Olpe – Märkischer Kreis I an und unterlag mit 28,3 Prozent der Erststimmen. In den Bundestag zog sie über den 12. Platz der SPD-Landesliste ein.
Bei der Bundestagswahl 2013 zog Crone über den 4. Platz der Landesliste in den Bundestag ein. Sie war ordentliches Mitglied im Ausschuss für Familie, Senioren, Frauen und Jugend und im Ausschuss für Ernährung und Landwirtschaft. Sie amtierte als stellvertretende Sprecherin der Arbeitsgemeinschaft Familie, Senioren, Frauen und Jugend der SPD-Bundestagsfraktion. Ab dem 21. Mai 2014 war sie demografiepolitische Sprecherin der SPD-Bundestagsfraktion. Als Berichterstatterin der SPD-Bundestagsfraktion für Altenpflege kritisierte sie das Erheben von Schulgeld in privaten Altenpflegeschulen und plädiert für eine generalistische Ausbildung in den Pflegeberufen.